# Lomas Estrella (estación)
Lomas Estrella es una de las estaciones que forman parte del Metro de la Ciudad de México, perteneciente a la Línea 12. Se ubica al oriente de la Ciudad de México, en la alcaldía Iztapalapa.

## Información general
El nombre lo recibe de las colonias aledañas a la ubicación de la Estación: Lomas Estrella 1.ª y 2.ª Sección.
El logo de la estación representa la parte posterior del Cerro de la Estrella y una estrella arriba de este. El Cerro de la Estrella sirvió como lugar de resguardo tanto a los mexicas cuando asesinaron a la hija del señor de Culhuacán en el siglo XV, como a algunos revolucionarios en el siglo XX.

### Incidencias
La estación se mantuvo fuera de servicio desde el 12 de marzo de 2014 hasta el 27 de octubre de 2015, debido a trabajos de mantenimiento mayor que se realizaron entre estas fechas, volviendo a funcionar con normalidad hasta el 29 de noviembre de 2015.
Nuevamente la estación permaneció cerrada desde el 4 de mayo de 2021 por seguridad, debido a un desplome que ocurrió en la interestación Tezonco-Olivos con dirección a Tláhuac y que dejara un saldo de 27 fallecidos y 80 heridos. Volviendo a operar con normalidad el 15 de julio de 2023.

## Afluencia
La siguiente tabla muestra la afluencia de la estación en los últimos 10 años:
| Afluencia Anual de Pasajeros | Afluencia Anual de Pasajeros | Afluencia Anual de Pasajeros | Afluencia Anual de Pasajeros | Afluencia Anual de Pasajeros | Afluencia Anual de Pasajeros |
| ---------------------------- | ---------------------------- | ---------------------------- | ---------------------------- | ---------------------------- | ---------------------------- |
| Año                          | Afluencia                    | A Diario                     | Ranking                      | Incremento                   | Ref.                         |
| 2023                         | 915,091                      | 2,507                        | 179°/187                     | X                            | [ 7 ]                        |
| 2022                         | 0                            | 0                            | X                            | -100.00%                     | [ 8 ]                        |
| 2021                         | 545,971                      | 1,495                        | 191°/195                     | -77.59%                      | [ 9 ]                        |
| 2020                         | 2,435,885                    | 6,655                        | 139°/195                     | -45.64%                      | [ 10 ]                       |
| 2019                         | 4,481,178                    | 12,277                       | 139°/195                     | +2.38%                       | [ 11 ]                       |
| 2018                         | 4,376,819                    | 11,991                       | 139°/195                     | +8.57%                       | [ 12 ]                       |
| 2017                         | 4,031,403                    | 11,044                       | 142°/195                     | +15.97%                      | [ 13 ]                       |
| 2016                         | 3,476,299                    | 9,498                        | 152°/195                     | +727.99%                     | [ 14 ]                       |
| 2015                         | 419,847                      | 1,150                        | 192°/195                     | -25.25%                      | [ 15 ]                       |
| 2014                         | 561,677                      | 1,538                        | 194°/195                     | -80.08%                      | [ 16 ]                       |

## Conectividad

### Salidas
- Norte: Eje 10 Sur Av. Tláhuac y Calle Lesina, Colonia Lomas Estrella 1a. Secc.
- Sur: Eje 10 Sur Av. Tláhuac y Calle Tiberlandes, Colonia Lomas Estrella 2a. Secc.

### Conexiones
Existen conexiones con las estaciones y paradas de diversos sistemas de transporte:
Servicio de Transportes Eléctricos de la Ciudad de México
- Línea 7 del Trolebús de la Ciudad de México (Ciudad Universitaria / Periférico Oriente):
  - Lomas Estrella.

Corredores Concesionados
- Zonal 3: Zona de Culhuacán (CULHUACANES) (Tasqueña / Técnicos y Manuales, UACM Tezonco).